# Lagrán
Lagrán (en euskera: Lagran) es un municipio español de la provincia de Álava, en la comunidad autónoma del País Vasco.

## Toponimia
Su nombre deriva de larra-gan: 'sobre el prado'.

## Geografía
El municipio de Lagrán, ubicado en la provincia de Álava, forma parte de la cuadrilla de Montaña Alavesa y se encuentra en las faldas de la imponente sierra de Toloño-Cantabria, al sur de la provincia. Alberga tres localidades autónomas, cada una con su propio concejo: Lagrán, Pipaón y Villaverde.
Sus límites geográficos son definidos por el Condado de Treviño al norte, Laguardia al sur, Bernedo al este y Urizaharra-Peñacerrada junto a la comunidad de Laño al oeste. La topografía del área es mayormente montañosa, destacándose la zona sur atravesada por la elevada sierra de Toloño-Cantabria, donde las alturas oscilan entre los 1.435 y 883 metros sobre el nivel del mar.
Está situado a 756 m de altitud, y a menos de 3 km del pueblo hay alturas de más de 1400 m. Se encuentra en un valle en el cual nace el río Ega.
La parte baja del valle está ocupada por cultivos de patata, cereal, etc. En las zonas marginales del valle nacen frondosos bosques, de hayas en la zona sur y de robles y castaños, etc. hacia el norte. Hay abundancia de jabalíes, caza menor y tiene especial importancia la pasa de palomas.

## Historia

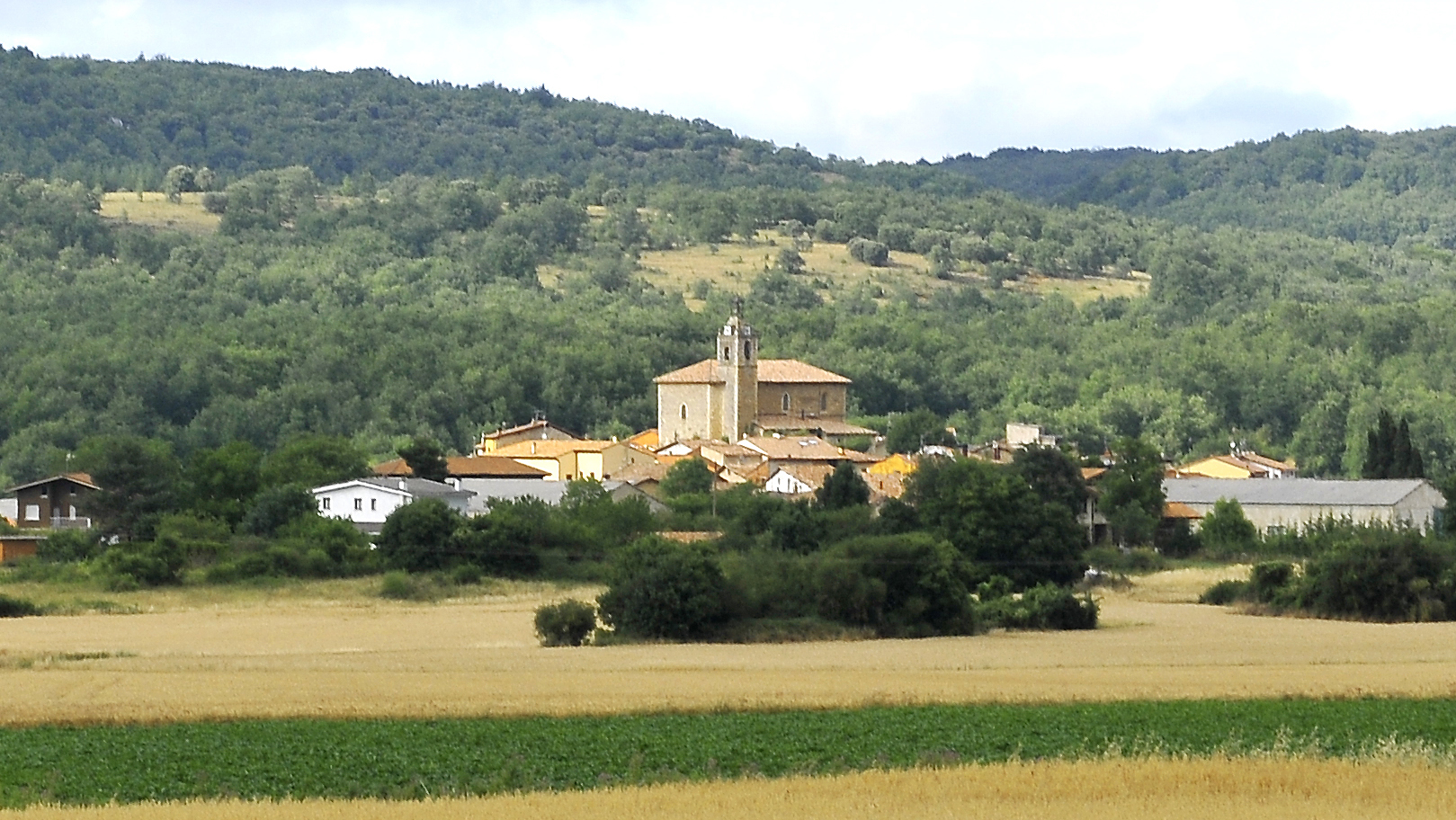
Vista de Lagrán

El origen de la Lagrán es un tanto incierto, sabiéndose que existía ya en el año 1165.
En 1377 el rey Enrique II de Castilla cedió las villas alavesas de Lagrán, Peñacerrada y Marquínez a Diego Gómez Sarmiento, que fue mariscal de Castilla y adelantado mayor de Castilla y de Galicia y estaba casado con Leonor Enríquez de Castilla, señora de Salinas de Añana y nieta del rey Alfonso XI de Castilla. Y el historiador Hegoi Urcelay Gaona señaló que la villa de Lagrán le fue cedida al mariscal Diego Gómez Sarmiento junto con todos sus derechos, rentas, justicia civil y criminal y el mero y mixto imperio.
En 1515 ya tenía rango de villa. Hacia la segunda mitad del siglo XV pasó de pertenecer al Reino de Navarra al de Castilla. Lagrán, junto con su aldea de Villaverde formó parte de las Tierras del conde de Salinas y posteriormente a sus sucesores los duques de Híjar.
Recorriendo sus calles puede verse que en su tiempo estuvo amurallada, quedando restos de alguno de los paños de la muralla junto a uno de sus antiguos portales, el Portal de Cristo. En el centro del pueblo, en su parte más alta se encuentra la iglesia parroquial de Nuestra Señora, obra del siglo XVI, de estilo plateresco según queda reflejado tanto en su interior como en su portada. En la parte Sur del pueblo destaca el palacio de los Viana, edificio de arquitectura barroca que fue cuna de personajes importantes (religiosos, políticos, literatos...) durante el siglo XVIII.

### Pipaón
Pipáon aparece por primera vez en los registros escritos en 1191, citado como límite jurisdiccional de la villa de La Puebla de Arganzón. También aparece mencionado en el siglo XIII varias veces, una de ellas en el fuero de la villa de Treviño. Pipaón fue una de las siete aldeas que pertenecieron a la jurisdicción de la villa de Peñacerrada a partir de la fundación de la misma en algún momento indeterminado del siglo XIII. En 1337 Pipaón, junto con Peñacerrada y las restantes aldeas que le pertenecían fue cedida por el rey Enrique III de Castilla como pago por sus servicios a Diego Gómez Sarmiento como señorío. En lo sucesivo, el lugar perteneció al señorío de la Casa de Sarmiento, que también eran Condes de Salinas y a partir del siglo XVII Duques de Híjar. En el siglo XVIII los vecinos de Pipaón aún pagaban a estos últimos 24 reales en concepto de tributo, en lugar de los pollos, que desde antiguo debían entregar anualmente a su Señor.
Después de siglos formando parte de las Tierras del Conde, los vecinos de Pipaón compraron a la Corona el título de villa obteniendo finalmente su libertad. Esta se materializó el 2 de noviembre de 1802 al concederles el rey Carlos IV el tan ansiado título, desligándose de esta manera Pipaón de la jurisdicción de Peñacerrada y de los Duques de Híjar. Como recuerdo de este hecho y símbolo de su libertad,  se levantó a la entrada de la villa un palo con una cruz y una argolla.
Las actividades económicas tradicionales en este pueblo han sido el pastoreo y la fabricación y venta de carbón vegetal, que solían transportar y vender sus vecinos en la vecina comarca de la Rioja Alavesa. 
Tras las reformas liberales del siglo XIX, Pipaón se constituyó en municipio independiente y como tal existió hasta 1977, cuando debido a su escasa población y falta de recursos económicos, el ayuntamiento solicitó su anexión al vecino pueblo de Lagrán. Pipaón se transformó en una entidad local menor (concejo) y se integró como tal en el municipio de Lagrán.
A pesar de su pequeño tamaño Pipaón dispone de un destacable Museo Etnográfico, inaugurado en 1994, que ocupa las antiguas escuelas del pueblo, fruto principalmente de la labor de Pilar Alonso Ibáñez.

## Demografía
Lagrán cuenta con una población de 170 habitantes (INE 2024).
| Gráfica de evolución demográfica de Lagrán entre 1842 y 2021 |
| |
| Población de derecho según los censos de población del INE Población de hecho según los censos de población del INEEntre el censo de 1981 y el anterior, crece el término del municipio porque incorpora a 01045 (Pipaón) |

| Gráfica de evolución demográfica de Lagrán entre 1988 y 2008 |
|                                                              |

## Administración y política

### Gobierno municipal
| Partido político                                              | 2015  | 2015       | 2011  | 2011       | 2007  | 2007       | 2003  | 2003       | 1999  | 1999       | 1995  | 1995       | 1991  | 1991       |
| Partido político                                              | %     | Concejales | %     | Concejales | %     | Concejales | %     | Concejales | %     | Concejales | %     | Concejales | %     | Concejales |
| Euzko Alderdi Jeltzalea-Partido Nacionalista Vasco (EAJ-PNV)  | 57,02 | 4          | 40,72 | 4          | 36,18 | 2          | 48,32 | 4          | 57,34 | 4          | 64,89 | 5          | 50,00 | 5          |
| Partido Popular del País Vasco (PP)                           | 26,32 | 1          | 6,59  | 0          | —     | —          | —     | —          | 13,29 | 0          | —     | —          | —     | —          |
| Partido Socialista de Euskadi-Euskadiko Ezkerra (PSE-EE PSOE) | 6,14  | 0          | 17,37 | 0          | 0,66  | 0          | 2,01  | 0          | —     | —          | —     | —          | 23,81 | 0          |
| Agrupación Independiente de Lagrán, Villaverde y Pipaon       | —     | —          | 24,55 | 1          | 26,97 | 1          | 31,54 | 1          | —     | —          | —     | —          | —     | —          |
| Agrupación Independiente Ayuntamiento de Lagrán (AIAL)        | —     | —          | —     | —          | 40,79 | 2          | —     | —          | —     | —          | —     | —          | —     | —          |
| Eusko Alkartasuna (EA)                                        | —     | —          | —     | —          | 0,66  | 0          | —     | —          | —     | —          | —     | —          | —     | —          |
| Ega Independiente (EGAI)                                      | —     | —          | —     | —          | —     | —          | 14,09 | 0          | —     | —          | —     | —          | —     | —          |
| Unidad Alavesa (UA)                                           | —     | —          | —     | —          | —     | —          | 2,68  | 0          | 18,18 | 1          | 22,14 | 0          | 7,94  | 0          |

### Organización territorial
| Concejo    | Nombre oficial | 2000 | 2005 | 2010 | 2015 | 2019 |
| ---------- | -------------- | ---- | ---- | ---- | ---- | ---- |
| Lagrán     | Lagrán         | 128  | 115  | 105  | 95   | 95   |
| Pipaón     | Pipaon         | 39   | 36   | 40   | 40   | 36   |
| Villaverde | Villaverde     | 35   | 41   | 33   | 28   | 26   |
| Total      | Total          | 202  | 192  | 178  | 163  | 157  |

La capital del municipio se encuentra el concejo de Lagrán.

## Servicios
- Consultorio médico.[12]
- Centro Rural de Atención Diurna (en Lagrán). Servicio de  carácter integrado, preventivo, asistencial y comunitario que presta durante el día  apoyo en las actividades de la vida diaria, de ocio y tiempo libre a personas mayores con un grado de autonomía variable.[13]
- Zona deportiva (pista de tenis, polideportivo, bolera) así como con un campo de golf de nueve hoyos (este campo de golf fue cerrado en el 28 de febrero de 2013) y con escuela de golf.
- Aparcamiento para autocaravanas.
- Zona de acampada junto a la ermita de San Bartolomé que cuenta con refugio (con literas, agua, gas butano, luz, etc.), fuente y merendero. Para tener acceso al refugio, hay que ponerse en contacto con el Ayuntamiento de Lagrán.

## Cultura

### Patrimonio material
- Iglesia parroquial de la Asunción de Nuestra Señora (Lagrán).[14]
- Centro de interpretación GR-38 Ruta del vino y del pescado (Lagrán).[15]
- Iglesia de la Exaltación de la Santa Cruz (Pipaón).[16]
- Museo Etnográfico Usatxi de Pipaón.[17]

### Patrimonio inmaterial
- Las fiestas de Lagrán en honor a San Bartolomé se celebran del 20 al 3 de agosto.

- Semana Santa - Procesiones y Quema del Judas.
- 14 de junio -San Kiliz- Romería, comida popular y bailables.
- 7 de diciembre - Día de la marcha.
- 24 de diciembre - Representación del retablo navideño Eguberri.
- Carboneras de Lagrán.[18]

### Senderismo
- Senda de las carboneras (PR-A 50): desde Lagrán a la Cruz del Castillo. Antiguamente sirvió para comunicar los puertos del Mar Cantábrico con los pueblos de la Rioja y proceder al comercio de aceite, pan, lana… a cambio de carbón, cal, patatas, pescado en salmuera, etc. En esta senda se pueden ver tres representaciones que explican el proceso de fabricación del carbón vegetal, una de las mayores riquezas culturales de la comarca; además se indican algunas especies arbóreas que contribuyen al disfrute de un agradable paseo.

- Senda del lavadero o del mojón del avellano (PR-A 51). Parte del lavadero de Lagrán ilustra al paseante con variados carteles de flora y fauna, así como diversas explicaciones del paisaje kárstico. También puede apreciarse la antigua calera, los restos de un aserradero en el monte, e incluso se explica la importancia del uso de los mojones en el monte, terminando la senda en el Mojón del Avellano.

- Senda del monte Jaundel (PR-A 52). Permite conocer diversos aspectos de un paisaje kárstico, la importancia de las urascas, las balsas artificiales para el ganado y los montes comuneros entre dos pueblos.
- Senda a Pipaón (PR-A 53). Esta senda une los dos núcleos rurales recorriendo parte del antiguo camino existente y atravesando la balsa de riego La Salmuera, regresando después por el hayedo. En ella existen carteles explicativos de distintas especies animales y vegetales. Hay restos de una tejería y una cantera de arcilla. También se explica la explotación de un bosque de hayas y verás los restos de una antigua central hidroeléctrica que abastecía de luz a Lagrán; a su vez pudiendo pasar un buen rato en el observatorio de aves que existe en la balsa.
- Senda de San Bartolomé (PR-A 54). Se encuentra en una zona de acampada para grupos, habilitada con mesas, bancos, barbacoas y un edificio-refugio que dispone de literas, luz, baños, duchas etc.
- Senda a Villaverde (PR-A 55). Este recorrido comparte camino en su inicio con la senda del Mojón del Avellano, pasa por la escuela de golf y llega a Villaverde. En ella podréis ver retazos de la vegetación existente en la zona (hayedo, quejigal, marojal, encinar), se muestran carteles de microfauna (roedores) y se explican las egagrópilas de las rapaces y otros animales silvestres. También veréis simas, restos de un aserradero en el monte y una calera.
- Sendero histórico-natural Mediterráneo-Meseta-Atlántico (GR-1). Este sendero une Ampurias (Gerona) con Finisterre (La Coruña) atravesando Cataluña, Aragón, Navarra, País Vasco, La Rioja, Castilla y León, Cantabria, Asturias y Galicia, a través de un trazado que busca los vestigios históricos de cada tierra. Dicho sendero pasa a un kilómetro de Lagrán, atravesando el hayedo situado al sur del pueblo, siguiendo la ruta Bernedo-Peñacerrada.
- Ruta del vino y del pescado (GR-38). Une la Rioja alavesa con el Cantábrico.[19]